# Formosana
Formosana is een geslacht van weekdieren uit de  familie van de Clausiliidae.

## Soorten
De volgende soorten zijn bij het geslacht ingedeeld:
- Formosana abscedens Hunyadi & Szekeres, 2016
- Formosana albiapex (Chang & Ookubo, 1994)
- Formosana antilopina (Heude, 1885)
- Formosana artifina (Heude, 1885)
- Formosana coudeini (Bavay & Dautzenberg, 1899)
- Formosana dextrogyra (Bavay & Dautzenberg, 1909)
- Formosana elegans (H. Nordsieck, 2012)
- Formosana formosensis (H. Adams, 1866)
- Formosana friniana (Heude, 1890)
- Formosana kiangshiensis (Gredler, 1892)
- Formosana kongshanensis (H. Nordsieck, 2007)
- Formosana kremeri Grego & Szekeres, 2017
- Formosana libonensis D.-H. Li, T.-C. Luo & D.-N. Chen, 2003
- Formosana lingchuanensis (Chang, 1989)
- Formosana magnaciana (Heude, 1882)
- Formosana moschina (Gredler, 1888)
- Formosana moschinella (H. Nordsieck, 2007)
- Formosana ooharai (H. Nordsieck, 2007)
- Formosana pacifica (Gredler, 1884)
- Formosana psilodonta (Heude, 1889)
- Formosana renzhigangi Grego & Szekeres, 2019
- Formosana schawalleri (H. Nordsieck, 2001)
- Formosana seguiniana (Heude, 1885)
- Formosana semprinii (Gredler, 1884)
- Formosana splendens (H. Nordsieck, 2005)
- Formosana swinhoei (L. Pfeiffer, 1866)
- Formosana taiwanica (Pilsbry, 1909)
- Formosana telum (H. Nordsieck, 2003)
- Formosana umbrosa (H. Nordsieck, 2007)

### Taxon inquirendum
- Formosana gigas (Möllendorff, 1885)
- Formosana longispira (Heude, 1885)
- Formosana timalthea (Sykes, 1898)

### Synoniemen
- Formosana (Formosana) O. Boettger, 1877 => Formosana O. Boettger, 1877
- Formosana (Formosana) coudeini (Bavay & Dautzenberg, 1899) => Formosana coudeini (Bavay & Dautzenberg, 1899)
- Formosana (Dextroformosana) O. Boettger & Schmacker, 1894 => Dextroformosana O. Boettger & Schmacker, 1894 => Formosana O. Boettger, 1877
- Formosana (Dextroformosana) miranda Loosjes & Loosjes-van Bemmel, 1973 => Oospira miranda (Loosjes & Loosjes-van Bemmel, 1973)
- Formosana lepidospira (Heude, 1889) => Oospira (Paraformosana) lepidospira (Heude, 1889) => Oospira lepidospira (Heude, 1889)
- Formosana phyllostoma (Heude, 1888) => Oospira (Paraformosana) phyllostoma (Heude, 1888) => Oospira phyllostoma (Heude, 1888)